# Oasis, Kalifornien
Oasis är en ort (CDP) i Riverside County, i delstaten Kalifornien, USA. Enligt United States Census Bureau har orten en folkmängd på 6 890 invånare (2010) och en landarea på 50,8 km².